# نادي الأمير البحراوي
يعتبر نادي الأمير ببحري من الأندية الرياضية الكبيرة بالعاصمة القومية

## ،تأسس
عام 1948م وتم انضمامه لاتحاد كرة القدم عام 1952م وظل عبر تاريخه الطويل مسابر ومكافحا من أجل التفوق لا تقعده التقلبات عن محاولة التقدم للامام، وعاد الفريق وصعد للدرجة الأولى مرة أخرى في الاونة الاخيرة .

## نبذة قصيرة عن النادي
النادي عريق فبعد أن انضم للاتحاد في الدرجة الثالثة تدرج إلى أن وصل الدرجة الثانية وفي العام 1964م ، صعد إلى الدرجة الأولى ثم هبط مرة أخرى ومنها صعد مرة أخرى إلى الدرجة الأولى في العام 2002م واستمر فيها لفترة عشر سنوات وهبط إلى الدرجة الثانية لكنه لم يبق في الثانية أكثر من عام واحد ثم صعد هذا العام مباشرة للأولى وهو إنجاز يحسب للنادي.

## التسمية
تمت تسميتة تيمناً بأمير عطبرة.

## لاعبين تخرجو من النادي
طبعاً الأمير خرَّج الكثير من المميزين وهم موسى ماتيا كمبا لاعب الهلال السابق وهيثم السعودي، وعبد الحميد السعودي و هيثم مصطفى، و صلاح الأمير وغيرهم من الكوكبة.

## الموقع
الخرطوم _بحري 